# Janusz Szmyt (dyplomata)
Janusz Szmyt (ur. 7 sierpnia 1932 w Racocie, zm. 27 stycznia 2010 w Warszawie) – polski dyplomata i działacz partyjny, chargé d’affaires w Szwajcarii (1990–1991).

## Życiorys
Syn Stefana i Klementyny. Podczas okupacji robotnik rolny, od 1945 członek Związku Młodzieży Wiejskiej. W 1949 ukończył Gimnazjum Ogólnokształcące w Lesznie, a następnie w 1951 Liceum dla Pracujących we Wrocławiu (podczas nauki referent ds. transportu w Zakładach Budowy Sieci i Stacji Elektrycznych). W latach 1951–1956 studiował na Wydziale Dziennikarskim Uniwersytetu Warszawskiego, w 1956 ukończył ośmiomiesięczny kurs dyplomatyczno-konsularny.
Od 1956 do 1957 tłumacz w Międzynarodowej Komisji Nadzoru i Kontroli w Laosie, następnie do 1959 starszy radca w Departamencie Prasowo–Informacyjnym Ministerstwa Spraw Zagranicznych. Dwukrotnie przebywał w ambasadzie PRL w Berlinie (NRD) jako attaché i II sekretarz (1959–1964) oraz I sekretarz (1966–1970), w międzyczasie starszy radca w Departamencie I MSZ. Później był naczelnikiem wydziału w Departamencie Informacji i Współpracy Kulturalnej w MSZ, a od 1974 do 1975 starszym radcą i p.o. szefa delegacji w Międzynarodowej Komisji Nadzoru i Kontroli w Laosie. Pełnił funkcję radcy i wicedyrektora Departamentu Prasy, Współpracy Kulturalnej i Naukowej w MSZ (1975–1978, 1982–1986). Od 1978 do 1982 radca ds. kulturalnych w ambasadzie PRL w Bonn (RFN). W 1986 objął stanowisko radcy ambasady PRL w Bernie, pomiędzy majem 1990 a kwietniem 1991 pozostawał chargé d’affaires tej placówki.
W 1954 wstąpił do Polskiej Zjednoczonej Partii Robotniczej. W ramach struktur partyjnych został sekretarzem Komitetu Zakładowego przy ambasadzie w Berlinie (od 1966) i I sekretarzem podstawowej organizacji partyjnej przy MKKiN w Laosie (od 1974).
Był żonaty z Wirginią. 5 lutego 2010 został pochowany na Cmentarzu Wojskowym na Powązkach.